# Athanagild

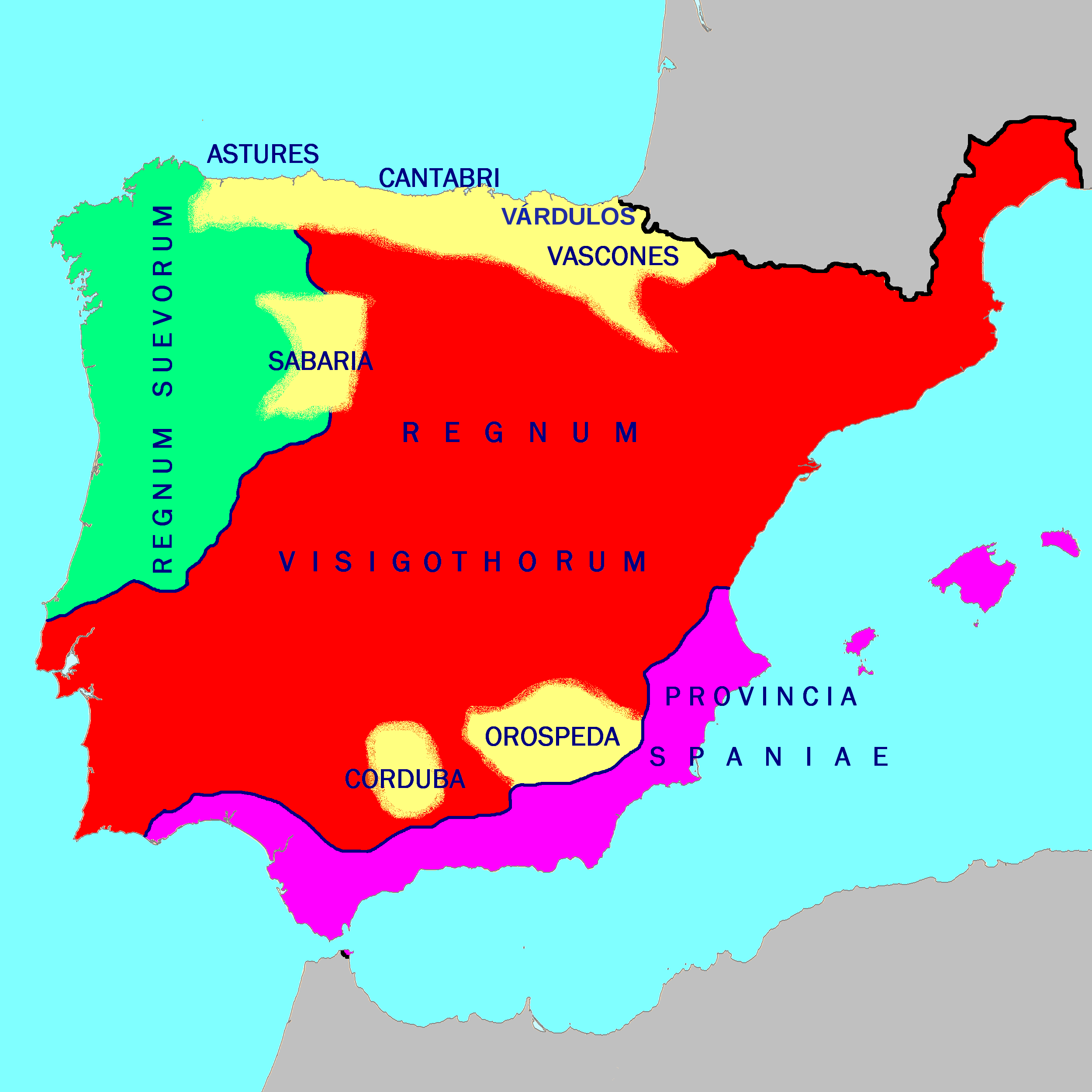
Iberië ten tijde van Athanagildo.

Koning Athanagild (Spaans: Atanagildo; overleden 567) was een Visigotische koning. Hij was van 554 tot 567 koning van het Visigotische Rijk (het huidige Iberië).
Hoewel hij gedurende zijn bewind moest strijden tegen de Byzantijnen, Franken, Sueven en de Basken, wist Athanagildo zijn koninkrijk intern te versterken door zich met de katholieken te verzoenen, die door zijn ariaanse voorgangers waren onderdrukt. Toen in 560 de koning van de Sueven namelijk overging naar het katholieke christendom, raakten Athanagildo en de Visigotische adel religieus gezien zelf geïsoleerd.
Hij was getrouwd met Goiswintha en was de vader van Galswintha, die huwde met de Frankische koning Chilperik I van Neustrië. Galswintha werd vermoord door diens minnares Fredegonde, waarna er oorlog uitbrak tussen Austrasië en Neustrië. Zijn tweede dochter was Brunhilde van Austrasië (534 - 613) ook Brunehaut geheten, zij huwde met de Frankische koning Sigebert I van Austrasië. Zij trachtte haar achterkleinzoon Sigebert II met behulp van de Bourgondiërs tot koning uit te roepen. Dit was tegen de zin van de adel, en Chlotarius II van Neustrië liet Brunhilde in 613 vermoorden.
Athanagild stierf een vredige dood in eigen bed, in zijn tijd tamelijk ongewoon voor iemand met zijn functie. Hij werd opgevolgd door zijn broers, Liuva I en de hersteller van de Visigotische eenheid in Hispania, Leovigild, de laatste van de ariaanse Visigotische koningen.
Alarik I ·
Athaulf ·
Sigerik ·
Wallia ·
Theoderik I ·
Thorismund ·
Theoderik II ·
Eurik ·
Alarik II ·
Gesalic ·
Amalarik ·
Theudis ·
Theudigisel ·
Agila I ·
Athanagild ·
Liuva I ·
Leovigild ·
Reccared I ·
Liuva II ·
Witterik ·
Gundemar ·
Sisebut ·
Reccared II ·
Suintila ·
Sisenand ·
Chintila ·
Tulga ·
Chindaswinth ·
Recceswinth ·
Wamba ·
Erwig ·
Ergica ·
Wittiza ·
Roderik ·
Achila II ·
Ardon